# Премия Дурига — Бёлера
Премия Дурига — Бёлера (нем. Durig-Böhler-Preis) — научная премия, ежегодно присуждаемая за инновационные исследования в сфере медицины. Названа в честь двух врачей из Форарльберга Арнольда Дурига и Лоренца Бёлера (Lorenz Böhler).
Премия была учреждена по случаю 25-летия Общества врачей Форарльберга в 1976 году. Награждением этой награды в равной степени поддерживается правительством земли Форарльберг, Обществом врачей и Медицинской ассоциацией Форарльберга.

## Лауреаты премии
- 1980 Райнхард Халлер
- 1982 Герхард Циммерманн (больница Дорнбирн)
- 1984 Вернер Бензер (кардиология, LKH Feldkirch) и д-р. Роланд Хайнцле (травматологическая хирургия, LKH Feldkirch)
- 1985 Алоис Ланг (внутренняя медицина, LKH Feldkirch)
- 1987 Вольфганг Оберталер (ортопедия, LKH Feldkirch)
- 1988 Алоис Ланг (внутренняя медицина, LKH Feldkirch)
- 1991 Клаус Херган (Радиология, LKH Feldkirch)
- 1993 Герхард Циммерманн (Региональная больница Фельдкирха)
- 1995 Герхард Циммерманн (Региональная больница Фельдкирх)
- 1998 Герхард Мюллер (Общая хирургия, LKH Feldkirch)
- 2003 Гюнтер Хёфле (Региональная больница Фельдкирх)
- 2005 Гюнтер Хёфле (Региональная больница Фельдкирха)
- 2007 Эмануэль Зитт (нефрология) и Арно Мартин (ортопедия) в региональной больнице Фельдкирх
- 2009 Томас Уиндер (внутренняя медицина / онкология) и Томас Марте (внутренняя медицина / эндокринология) в региональной больнице Фельдкирх
- 2010 Филипп Рейн (отделение внутренней медицины и кардиологии, региональная больница Фельдкирха)
- 2011 Александр Вонбанк (внутренняя медицина, региональная больница Фельдкирха) и Стефан Римл (пластическая хирургия, региональная больница Фельдкирха)
- 2012 Майкл Ости (травматологическая хирургия и спортивная травматология, региональная больница Фельдкирха, в сотрудничестве с Клинической функциональной анатомией, Университет Инсбрука)
- 2013 Йоханнес Цип (ортопедия, региональная больница Фельдкирха)
- 2014 Филипп Рейн (отделение внутренней медицины и кардиологии, региональная больница Фельдкирх)
- 2015 Майкл Ости (травматологическая хирургия, региональная больница Фельдкирха)
- 2016 Эмануэль Зитт (нефрология, региональная больница Фельдкирха)
- 2017 Андреас Бёсль (молекулярная биология, региональная больница Фельдкирх)
- 2018 Эмануэль Зитт (нефролог, региональная больница Фельдкирх)
- 2019 Андреас Лейхерер (Институт сосудистых исследований и лечения Форарльберга)